# Галактика Соняшник
Галактика Соняшник (Мессьє 63,М63,NGC 5055,) — спіральна галактика у сузір'ї Гончі Пси, яка розташована на відстані приблизно у 27 мільйонів світлових років від Землі .  Деякі дослідження стверджують, що галактика знаходиться на відстані в 37 мільйонів світлових років від Землі . Галактика містить трохи більше ніж 400 мільярдів зірок. Разом з M51, M94 і M106, це одна з чотирьох галактик, які були внесені до каталогу Мессьє і розташовані у сузір'ї Гончі Пси. У невеликі телескопи виглядає як маленька пляма світла. Галактику Соняшник найкраще видно з Північної півкулі в березні, квітні або травні. 
Цей об'єкт входить у число перерахованих в оригінальній редакції нового загального каталогу.

## Історія відкриття
Ця галактика була першим відкриттям П'єра Мешана, другом Шарля Мессьє, 14 червня 1779 року. Того ж дня Мессьє вніс її до свого каталогу. У середині 19-го століття англо-ірландський астроном Вільям Парсонс ідентифікував спіральні структури в галактиці, зробивши цю галактику однією з перших, у якій була ідентифікована така структура. Менш ніж через десять років Вільям Гершель почав детально вивчати цей об'єкт і описав його як "дуже яскраву туманність". Пізніше, Джон Гершель(його син) детально описав M63 у 1828 році. 

## Цікаві характеристики
Галактика відома своїм яскраво-жовтим центральним диском. А також низкою коротких галактичних рукавів. Ці рукави виглядають переривчастими та плямистими, і галактика, схоже, має велику кількість таких рукавів. У внутрішній області M63 спіральні рукави щільно закручені навколо ядра. У зовнішніх областях вони закручені менш щільно. Саме через це галактика отримала свою назву Соняшник.
M63 має величезні розміри: кутовий розмір 12′.6 × 7′.2. Це робить її приблизно таким же розміром, як Чумацький Шлях, а її маса в 140 мільярдів разів більша за масу Сонця .
Цю галактику досить легко знайти в нічному небі, хоча вона знаходиться у відносно неяскравому сузір'ї.
У середині 19-го століття, Вільям Парсонс, третій лорд Росс визначив спіральну структуру в межах галактики, що робить її одною з перших галактик, в яких така структура була визначена.
У 1971 році в одному з плечей M63 спалахнула наднова з величиною 11,8.

## Спостереження

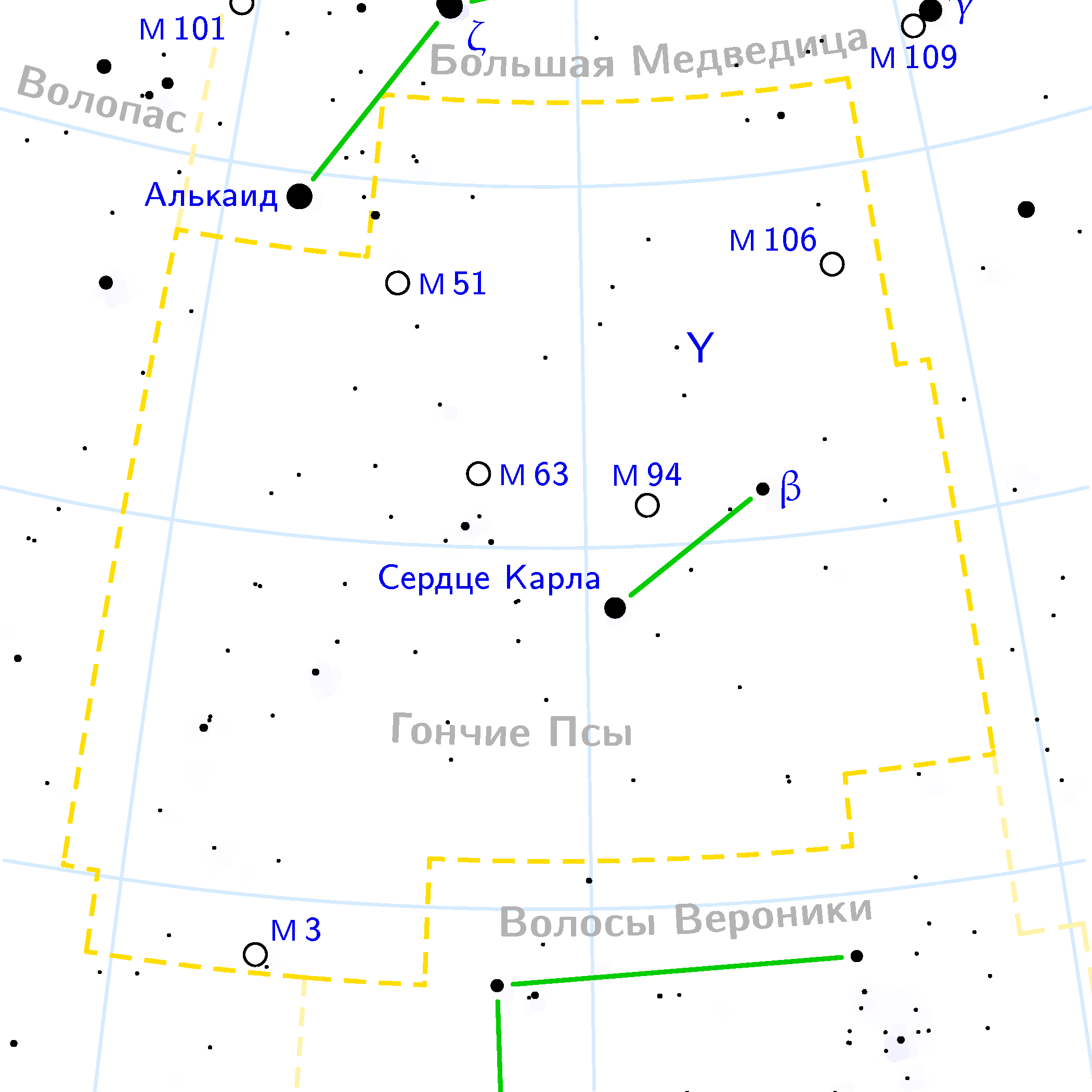
M63 в сузір'ї Гончих Псів

Спіральну галактику М63 можна помітити в бінокль чи шукач телескопа на лінії від α Гончих Псів до η Великої Ведмедиці (крайня зірка ручки «Ковша») приблизно на 1/3 відстані між зірками. Точніше буде використовувати як орієнтир компактну групу зірок навколо 20 CVn (4.7m) — галактика розташована на півтора градуса північніше. Найкращий час для спостережень з кінця зими й до середини літа. У бінокль М63 видно у вигляді смутної трохи витягнутої плямочки.
У аматорський телескоп апертурою 200—300 мм ця галактика представляється досить яскравим еліпсом з чітко виділеним майже зіркоподібним ядром і досить великим гало. Бічний зір допомагає помітити неоднорідність (клочковатості) у розподілі яскравості як ядра, так і гало, але власне характерний спіральний малюнок у цій галактиці візуально практично не вгадується навіть і в більш апертурні телескопи.
На західний край гало проєктується досить яскрава зірка (9m) переднього плану.

### Сусіди по небу з каталогу Мессьє
- М51 — (на північно-північно-схід у напрямку до 24 CVn) «Вир» знаменита галактика із супутником і чіткими гілками;
- М94 — (на захід у напрямку β CVn) ще одна галактика, її видно майже плазом, спіралі не помітні;
- М106 — (на північний захід) досить яскрава і цікава галактика з перетинкою (баром);
- М3 — (на південно-південно-схід) чудове кулясте скупчення

### Послідовність спостереження в «Марафоні Мессьє»
… M102 → М104 →М63 → М94 → М106 …

## Зображення

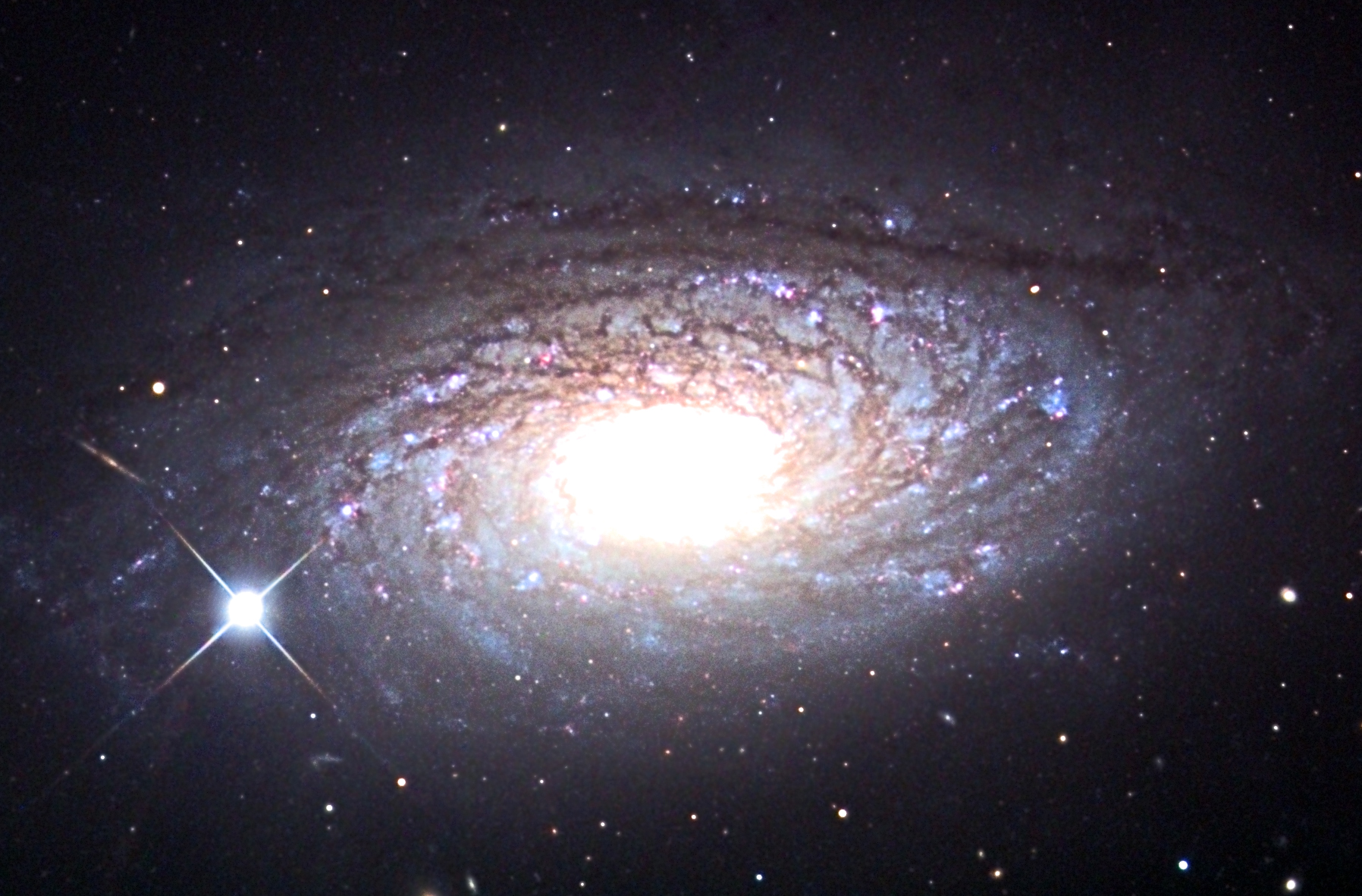
Messier 63, 24 inch telescope on Mt. Lemmon, AZ. Courtesy of Joseph D. Schulman
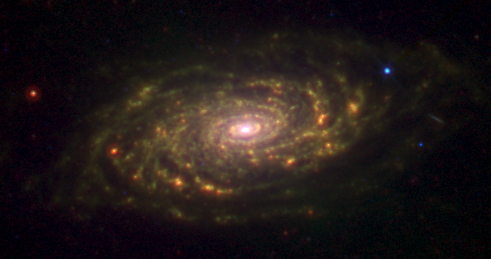
Messier 63 seen in infrared by the Spitzer Space Telescope.

## Навігатори
| ◄ NGC 5051 \| NGC 5052 \| NGC 5053 \| NGC 5054 \| NGC 5055 \| NGC 5056 \| NGC 5057 \| NGC 5058 \| NGC 5059 ► |

Координати:  13г 15м 49.3с, +42° 01′ 45″